# Dolok Malela
Dolok Malela is een bestuurslaag in het regentschap Simalungun van de provincie Noord-Sumatra, Indonesië. Dolok Malela telt 2059 inwoners (volkstelling 2010).